# ويليام كورت
ويليام كورت (بالإنجليزية: William Court)‏ (1842 بسيدني في أستراليا - 31 مايو 1910 في المملكة المتحدة) هو لاعب كريكت بريطاني (وحمل سابقاً جنسية المملكة المتحدة لبريطانيا العظمى وأيرلندا). لعب مع Kent County Cricket Club ‏.

## وصلات خارجية
- ويليام كورت على موقع إي آس بي آن كريك إنفو (الإنجليزية)